# Вітови-Мост
Вітови-Мост (пол. Witowy Most) — село в Польщі, у гміні Бараново Остроленцького повіту Мазовецького воєводства.
Населення — 86 осіб (2011).
У 1975-1998 роках село належало до Остроленцького воєводства.

## Демографія
Демографічна структура станом на 31 березня 2011 року:
|          | Загалом | Допрацездатний вік | Працездатний вік | Постпрацездатний вік |
| -------- | ------- | ------------------ | ---------------- | -------------------- |
| Чоловіки | 43      | 3                  | 33               | 7                    |
| Жінки    | 43      | 9                  | 19               | 15                   |
| Разом    | 86      | 12                 | 52               | 22                   |